# Mardi Gras Massacre
Mardi Gras Massacre è un film del 1978 diretto da Jack Weis.
Si tratta di un film-fotocopia del film Blood Feast di Herschell Gordon Lewis. La trama segue la vicenda di un serial killer che percorre le strade di New Orleans sacrificando le donne a un dio peruviano. Il film è noto per la sua reputazione come "video nasty", dopo essere stato bandito nel Regno Unito e aver ottenuto un rating X negli Stati Uniti.

## Trama
A New Orleans, in Louisiana, un uomo di nome John arriva in un bar in cerca della prostituta "più cattiva" che vuole portarsi a casa. Viene indirizzato a Shirley, che accetta di seguirlo per duecento dollari. Giunti a casa dell'uomo, egli le chiede di giacere su un tavolo. Mentre la prostituta si spoglia, John cambia abito e indossa una misteriosa maschera di metallo. Dopo averla massaggiata, la lega al tavolo e la smembra. Poi mette il cuore della donna su un altare seguendo un rituale peruviano.
Il sergente Frank Hebert e il suo partner sono assegnati al caso di omicidio di Shirley dopo che il suo corpo viene ritrovato sui binari del treno. Mentre interroga alcune prostitte locali, Hebert incontra Sherry e scopre da lei che l'uomo con cui Shirley è andata la notte in cui è morta indossava un insolito anello d'oro.
Nel frattempo, John continua a recarsi nei locali strip club e bar in cerca di ulteriori vittime femminili, eseguendo su di loro lo stesso omicidio rituale. Alla fine Hebert raggiunge l'appartamento di John, dove egli tiene in ostaggio tre donne per un sacrificio rituale previsto per la celebrazione del Mardi Gras.
La polizia fa irruzione nell'appartamento e salva le tre donne, ma John riesce a scappare a piedi. John sale poi su un'auto ed inizia una fuga ad alta velocità dalla polizia. La fuga ha fine quando l'auto con John a bordo precipita nel Golfo del Messico. Quando l'auto viene tirata fuori dal Golfo, al suo interno viene trovata la maschera rituale ma di John non vi è alcuna traccia.

## Distribuzione
Mardi Gras Massacre venne distribuito negli Stati Uniti l'11 agosto 1978 e gli venne assegnato un rating X dalla MPAA.
Il film era nell'elenco dei Video Nasties del governo britannico negli anni '80 e da allora non è mai stato modificato questo suo status.

## Home media
Il film è stato distribuito in DVD dalla Code Red nel settembre 2011 e successivamente è stato rilasciato in Blu-ray nel 2016.